# Universidad Politécnica de Alta Francia
La Universidad Politécnica de Alta Francia (Université Polytechnique des Hauts-de-France), conocida hasta el 1 de enero de 2018 como Universidad de Valenciennes y Henao-Cambrésis (Université de Valenciennes et du Hainaut-Cambrésis) es una universidad pública francesa con sede en Valenciennes. Sujeta a la Academia de Lille, es miembro del Colegio Europeo de Doctorado Lille-Norte-Paso de Calais y de la Universidad de Lille Nord-de-France, con la que forma la COMUE Lille Nord de France.

## Historia
En 1962 se inaugura la IUT especializada en mecánica.  Más tarde, en 1964, se funda en Famars un colegio universitario dependiente de la facultad de Ciencias de Lille.  Sus primeras enseñanzas giraban en torno a la mecánica, la metalurgia y el carbón. Dos años más tarde, en 1966, se funda el colegio universitario politécnico de Valenciennes, dependiente de la Universidad de Lille.  El llamado CSU se instala en una sede provisional y cuenta con departamentos de matemáticas, física, química, correspondientes a los dos primeros años del DEUG MP y PC.
En 1969, la Universidad de Lille se divide en tres nuevas universidades. Una de ellas, el  CSU de Valenciennes, se transforma universidad independiente.  Al año siguiente nace el CLU (Collège littéraire universitaire) de lenguas y artes. 

## Rankings
A escala nacional, en términos de empleabilidad de los graduados, la universidad ocupa el primer lugar en capacitación legal, económica y gerencial de 69 universidades. En el campo de la formación jurídica, la economía y la gestión, el 99% de los graduados de la universidad están empleados. En general, la universidad ocupa el puesto 28 de 73 universidades en Francia.

## Comunidad educativa
Facultades
- Stéphane François (1973) - politólogo

Alumni
- Édouard Sain (1830 -1910), artista
- Jean-Marie Teno (1954), Director de cine camerunés
- Bruno Lanvin (1954), diplomático
- Julien Dive (1985), político (LR)